# Badminton-Weltmeisterschaft für Behinderte 2007/Herreneinzel
Die VI. Badminton-Weltmeisterschaft für Behinderte, offiziell BWF Para-Badminton World Championships 2007, fand vom 29. Oktober bis zum 2. November 2007 in Bangkok (Thailand) statt. Folgend die Ergebnisse im Herreneinzel.

## Herreneinzel (BMW2)

### Gruppe 1
| Platz | Spieler              | Spiele | Siege | Unentschieden | Niederlagen | Spiele | Sätze  | Punkte |
| ----- | -------------------- | ------ | ----- | ------------- | ----------- | ------ | ------ | ------ |
| 1     | Walter Rauber        | 2      | 0     | 0             | 0           | 2:0    | 84:46  | 2      |
| 2     | Chatchai Kornpekanok | 2      | 1     | 0             | 1           | 1:1    | 83:91  | 1      |
| 3     | Satoshi Kubo         | 2      | 0     | 0             | 2           | 0:2    | 73:102 | 0      |
| [ 1 ] |                      |        |       |               |             |        |        |        |

| Datum            |                      | Gesamt |                      | Erster Satz | Zweiter Satz | Dritter Satz |
| ---------------- | -------------------- | ------ | -------------------- | ----------- | ------------ | ------------ |
| 30. Oktober 2007 | Walter Rauber        | 2:0    | Satoshi Kubo         | 21:11       | 21:13        |              |
| 30. Oktober 2007 | Chatchai Kornpekanok | 2:1    | Satoshi Kubo         | 19:21       | 21:13        | 21:15        |
| 31. Oktober 2007 | Walter Rauber        | 2:0    | Chatchai Kornpekanok | 21:9        | 21:21        |              |

### Gruppe 2
| Platz | Spieler         | Spiele | Siege | Unentschieden | Niederlagen | Spiele | Sätze | Punkte |
| ----- | --------------- | ------ | ----- | ------------- | ----------- | ------ | ----- | ------ |
| 1     | Ferdinand Hoeke | 2      | 0     | 0             | 0           | 2:0    | 84:21 | 2      |
| 2     | Airán Fernández | 2      | 1     | 0             | 1           | 1:1    | 54:67 | 1      |
| 3     | Ho Su Weng      | 2      | 0     | 0             | 2           | 0:2    | 34:84 | 0      |
| [ 2 ] |                 |        |       |               |             |        |       |        |

| Datum            |                 | Gesamt |                 | Erster Satz | Zweiter Satz | Dritter Satz |
| ---------------- | --------------- | ------ | --------------- | ----------- | ------------ | ------------ |
| 30. Oktober 2007 | Ferdinand Hoeke | 2:0    | Airán Fernández | 21:7        | 21:5         |              |
| 30. Oktober 2007 | Ho Su Weng      | 0:2    | Airán Fernández | 11:21       | 14:13        |              |
| 31. Oktober 2007 | Ferdinand Hoeke | 2:0    | Ho Su Weng      | 21:4        | 21:5         |              |

### Gruppe 3
| Platz | Spieler         | Spiele | Siege | Unentschieden | Niederlagen | Spiele | Sätze | Punkte |
| ----- | --------------- | ------ | ----- | ------------- | ----------- | ------ | ----- | ------ |
| 1     | Osamu Nagashima | 2      | 0     | 0             | 0           | 2:0    | 84:44 | 2      |
| 2     | Avni Kertmen    | 2      | 1     | 0             | 1           | 1:1    | 79:49 | 1      |
| 3     | Pablo Peredo    | 2      | 0     | 0             | 2           | 0:2    | 20:84 | 0      |
| [ 3 ] |                 |        |       |               |             |        |       |        |

| Datum            |              | Gesamt |                 | Erster Satz | Zweiter Satz | Dritter Satz |
| ---------------- | ------------ | ------ | --------------- | ----------- | ------------ | ------------ |
| 30. Oktober 2007 | Avni Kertmen | 0:2    | Osamu Nagashima | 13:21       | 18:21        |              |
| 30. Oktober 2007 | Pablo Peredo | 0:2    | Osamu Nagashima | 6:21        | 7:21         |              |
| 31. Oktober 2007 | Avni Kertmen | 2:0    | Pablo Peredo    | 21:2        | 21:5         |              |

### Gruppe 4
| Platz | Spieler              | Spiele | Siege | Unentschieden | Niederlagen | Spiele | Sätze | Punkte |
| ----- | -------------------- | ------ | ----- | ------------- | ----------- | ------ | ----- | ------ |
| 1     | Thomas Wandschneider | 2      | 0     | 0             | 0           | 2:0    | 84:13 | 2      |
| 2     | Ong Yu Yu            | 2      | 1     | 0             | 1           | 1:1    | 45:60 | 1      |
| 3     | Satya Pvakash Tiwari | 2      | 0     | 0             | 2           | 0:2    | 28:84 | 0      |
| [ 4 ] |                      |        |       |               |             |        |       |        |

| Datum            |                      | Gesamt |                      | Erster Satz | Zweiter Satz | Dritter Satz |
| ---------------- | -------------------- | ------ | -------------------- | ----------- | ------------ | ------------ |
| 30. Oktober 2007 | Thomas Wandschneider | 2:0    | Ong Yu Yu            | 21:1        | 21:2         |              |
| 30. Oktober 2007 | Satya Pvakash Tiwari | 0:2    | Ong Yu Yu            | 8:21        | 10:21        |              |
| 31. Oktober 2007 | Thomas Wandschneider | 2:0    | Satya Pvakash Tiwari | 21:9        | 21:1         |              |

### Gruppe 5
| Platz | Spieler        | Spiele | Siege | Unentschieden | Niederlagen | Spiele | Sätze | Punkte |
| ----- | -------------- | ------ | ----- | ------------- | ----------- | ------ | ----- | ------ |
| 1     | Lee Sam-seop   | 2      | 0     | 0             | 0           | 2:0    | 84:20 | 2      |
| 2     | Pawel Popow    | 2      | 1     | 0             | 1           | 1:1    | 69:86 | 1      |
| 3     | Thean Thongloy | 2      | 0     | 0             | 2           | 0:2    | 55:98 | 0      |
| [ 5 ] |                |        |       |               |             |        |       |        |

| Datum            |              | Gesamt |                | Erster Satz | Zweiter Satz | Dritter Satz |
| ---------------- | ------------ | ------ | -------------- | ----------- | ------------ | ------------ |
| 30. Oktober 2007 | Lee Sam-seop | 2:0    | Thean Thongloy | 21:8        | 21:3         |              |
| 30. Oktober 2007 | Pawel Popow  | 2:1    | Thean Thongloy | 14:21       | 21:9         | 21:14        |
| 31. Oktober 2007 | Lee Sam-seop | 2:0    | Pawel Popow    | 21:6        | 21:7         |              |

### Gruppe 6
| Platz | Spieler         | Spiele | Siege | Unentschieden | Niederlagen | Spiele | Sätze | Punkte |
| ----- | --------------- | ------ | ----- | ------------- | ----------- | ------ | ----- | ------ |
| 1     | David Toupé     | 2      | 0     | 0             | 0           | 2:0    | 84:41 | 2      |
| 2     | Shimon Shalom   | 2      | 1     | 0             | 1           | 1:1    | 75:60 | 1      |
| 3     | Anuwat Sriboran | 2      | 0     | 0             | 2           | 0:2    | 26:84 | 0      |
| [ 6 ] |                 |        |       |               |             |        |       |        |

| Datum            |                 | Gesamt |                 | Erster Satz | Zweiter Satz | Dritter Satz |
| ---------------- | --------------- | ------ | --------------- | ----------- | ------------ | ------------ |
| 30. Oktober 2007 | Shimon Shalom   | 2:0    | David Toupé     | 17:21       | 16:21        |              |
| 30. Oktober 2007 | Anuwat Sriboran | 0:2    | David Toupé     | 4:21        | 4:21         |              |
| 31. Oktober 2007 | Shimon Shalom   | 2:0    | Anuwat Sriboran | 21:6        | 21:12        |              |

### Gruppe 7
| Platz | Spieler           | Spiele | Siege | Unentschieden | Niederlagen | Spiele | Sätze  | Punkte |
| ----- | ----------------- | ------ | ----- | ------------- | ----------- | ------ | ------ | ------ |
| 1     | Manfred Steinhart | 3      | 0     | 0             | 0           | 3:0    | 141:90 | 3      |
| 2     | Choi Jung-man     | 3      | 2     | 0             | 1           | 2:1    | 137:84 | 2      |
| 3     | Francisco Pineda  | 3      | 1     | 0             | 2           | 1:2    | 77:103 | 1      |
| 4     | Vanjana Reddy     | 3      | 0     | 0             | 3           | 0:3    | 48:126 | 0      |
| [ 7 ] |                   |        |       |               |             |        |        |        |

| Datum            |                  | Gesamt |                   | Erster Satz | Zweiter Satz | Dritter Satz |
| ---------------- | ---------------- | ------ | ----------------- | ----------- | ------------ | ------------ |
| 30. Oktober 2007 | Choi Jung-man    | 2:0    | Vanjana Reddy     | 21:5        | 21:7         |              |
| 30. Oktober 2007 | Francisco Pineda | 2:0    | Vanjana Reddy     | 21:7        | 21:12        |              |
| 30. Oktober 2007 | Choi Jung-man    | 1:2    | Manfred Steinhart | 21:15       | 14:21        | 18:21        |
| 31. Oktober 2007 | Choi Jung-man    | 2:0    | Francisco Pineda  | 21:11       | 21:4         |              |
| 31. Oktober 2007 | Vanjana Reddy    | 0:2    | Manfred Steinhart | 9:21        | 8:21         |              |

### K.-o.-Phase
|  | Achtelfinale | Achtelfinale         | Achtelfinale | Achtelfinale | Achtelfinale |  |  | Viertelfinale | Viertelfinale        | Viertelfinale | Viertelfinale | Viertelfinale |  |     | Halbfinale      | Halbfinale | Halbfinale | Halbfinale | Halbfinale |  |  | Finale | Finale | Finale | Finale | Finale |
|  |              |                      |              |              |              |  |  |               |                      |               |               |               |  |     |                 |            |            |            |            |  |  |        |        |        |        |        |
|  | 1.1          | Walter Rauber        |              |              |              |  |  |               |                      |               |               |               |  |     |                 |            |            |            |            |  |  |        |        |        |        |        |
|  |              | Freilos              |              |              |              |  |  | 1.1           | Walter Rauber        | 16            | 20            |               |  |     |                 |            |            |            |            |  |  |        |        |        |        |        |
|  | 7.1          | Manfred Steinhart    | 6            | 17           |              |  |  | 3.2           | Avni Kertmen         | 21            | 22            |               |  |     |                 |            |            |            |            |  |  |        |        |        |        |        |
|  | 3.2          | Avni Kertmen         | 21           | 21           |              |  |  |               |                      |               |               |               |  | 3.2 | Avni Kertmen    | 5          | 12         |            |            |  |  |        |        |        |        |        |
|  | 4.1          | Thomas Wandschneider | 21           | 21           |              |  |  |               |                      |               |               |               |  | 5.1 | Lee Sam-seop    | 21         | 21         |            |            |  |  |        |        |        |        |        |
|  | 6.2          | Shimon Shalom        | 8            | 12           |              |  |  | 4.1           | Thomas Wandschneider | 16            | 18            |               |  |     |                 |            |            |            |            |  |  |        |        |        |        |        |
|  | 5.1          | Lee Sam-seop         | 21           | 21           |              |  |  | 5.1           | Lee Sam-seop         | 21            | 21            |               |  |     |                 |            |            |            |            |  |  |        |        |        |        |        |
|  | 2.2          | Airán Fernández      | 3            | 1            |              |  |  |               |                      |               |               |               |  | 3.1 | Lee Sam-seop    | 21         | 21         |            |            |  |  |        |        |        |        |        |
|  | 1.2          | Chatchai Kornpekanok | 8            | 7            |              |  |  |               |                      |               |               |               |  | 7.2 | Choi Jung-man   | 13         | 11         |            |            |  |  |        |        |        |        |        |
|  | 6.1          | David Toupé          | 21           | 21           |              |  |  | 6.1           | David Toupé          | 22            | 16            |               |  |     |                 |            |            |            |            |  |  |        |        |        |        |        |
|  | 5.2          | Pawel Popow          | 9            | 7            |              |  |  | 3.1           | Osamu Nagashima      | 24            | 21            |               |  |     |                 |            |            |            |            |  |  |        |        |        |        |        |
|  | 3.1          | Osamu Nagashima      | 21           | 21           |              |  |  |               |                      |               |               |               |  | 3.1 | Osamu Nagashima | 4          | 12         |            |            |  |  |        |        |        |        |        |
|  | 4.1          | Ong Yu Yu            | 6            | 4            |              |  |  |               |                      |               |               |               |  | 7.2 | Choi Jung-man   | 21         | 21         |            |            |  |  |        |        |        |        |        |
|  | 7.2          | Choi Jung-man        | 21           | 21           |              |  |  | 7.2           | Choi Jung-man        | 21            | 21            |               |  |     |                 |            |            |            |            |  |  |        |        |        |        |        |
|  | 1.1          | Ferdinand Hoeke      |              |              |              |  |  | 1.1           | Ferdinand Hoeke      | 15            | 9             |               |  |     |                 |            |            |            |            |  |  |        |        |        |        |        |
|  |              | Freilos              |              |              |              |  |  |               |                      |               |               |               |  |     |                 |            |            |            |            |  |  |        |        |        |        |        |

## Herreneinzel (BMW3)

### Gruppe 1
| Platz | Spieler        | Spiele | Siege | Unentschieden | Niederlagen | Spiele | Sätze | Punkte |
| ----- | -------------- | ------ | ----- | ------------- | ----------- | ------ | ----- | ------ |
| 1     | Amir Levi      | 2      | 0     | 0             | 0           | 2:0    | 84:23 | 2      |
| 2     | Guillermo Lama | 2      | 1     | 0             | 1           | 1:1    | 55:70 | 1      |
| 3     | Ton Hollaar    | 2      | 0     | 0             | 2           | 0:2    | 38:84 | 0      |
| [ 9 ] |                |        |       |               |             |        |       |        |

| Datum            |                | Gesamt |                | Erster Satz | Zweiter Satz | Dritter Satz |
| ---------------- | -------------- | ------ | -------------- | ----------- | ------------ | ------------ |
| 30. Oktober 2007 | Amir Levi      | 2:0    | Ton Hollaar    | 21:6        | 21:4         |              |
| 30. Oktober 2007 | Guillermo Lama | 2:0    | Ton Hollaar    | 12:12       | 21:16        |              |
| 31. Oktober 2007 | Amir Levi      | 2:0    | Guillermo Lama | 21:6        | 21:7         |              |

### Gruppe 2
| Platz  | Spieler           | Spiele | Siege | Unentschieden | Niederlagen | Spiele | Sätze | Punkte |
| ------ | ----------------- | ------ | ----- | ------------- | ----------- | ------ | ----- | ------ |
| 1      | Quincy Michielsen | 2      | 0     | 0             | 0           | 2:0    | 84:43 | 2      |
| 2      | Kusum Weerasinghe | 2      | 1     | 0             | 1           | 1:1    | 64:66 | 1      |
| 3      | Dumnern Junthang  | 2      | 0     | 0             | 2           | 0:2    | 45:84 | 0      |
| [ 10 ] |                   |        |       |               |             |        |       |        |

| Datum            |                   | Gesamt |                   | Erster Satz | Zweiter Satz | Dritter Satz |
| ---------------- | ----------------- | ------ | ----------------- | ----------- | ------------ | ------------ |
| 30. Oktober 2007 | Quincy Michielsen | 2:0    | Kusum Weerasinghe | 21:17       | 21:5         |              |
| 30. Oktober 2007 | Dumnern Junthang  | 0:2    | Kusum Weerasinghe | 14:21       | 10:21        |              |
| 31. Oktober 2007 | Quincy Michielsen | 2:0    | Dumnern Junthang  | 21:12       | 21:9         |              |

### Gruppe 3
| Platz  | Spieler         | Spiele | Siege | Unentschieden | Niederlagen | Spiele | Sätze | Punkte |
| ------ | --------------- | ------ | ----- | ------------- | ----------- | ------ | ----- | ------ |
| 1      | An Gyeong-hwan  | 2      | 0     | 0             | 0           | 2:0    | 42:14 | 2      |
| 2      | Chao Ut Weng    | 2      | 1     | 0             | 1           | 1:1    | 14:42 | 1      |
| 3      | Makbal Shefanya | 2      | 0     | 0             | 2           | 0:2    | 0:0   | 0      |
| [ 11 ] |                 |        |       |               |             |        |       |        |

| Datum            |                 | Gesamt |                | Erster Satz | Zweiter Satz | Dritter Satz |
| ---------------- | --------------- | ------ | -------------- | ----------- | ------------ | ------------ |
| 30. Oktober 2007 | Makbal Shefanya | 0:2    | An Gyeong-hwan | Walkover    |              |              |
| 30. Oktober 2007 | Chao Ut Weng    | 0:2    | An Gyeong-hwan | 7:21        | 10:21        |              |
| 31. Oktober 2007 | Makbal Shefanya | 0:2    | Chao Ut Weng   | Walkover    |              |              |

### Gruppe 4
| Platz  | Spieler         | Spiele | Siege | Unentschieden | Niederlagen | Spiele | Sätze  | Punkte |
| ------ | --------------- | ------ | ----- | ------------- | ----------- | ------ | ------ | ------ |
| 1      | Michael Mykler  | 2      | 0     | 0             | 0           | 2:0    | 101:79 | 2      |
| 2      | Mohd Fairuz     | 2      | 1     | 0             | 1           | 1:1    | 76:61  | 1      |
| 3      | Jakarin Homhaul | 2      | 0     | 0             | 2           | 0:2    | 64:101 | 0      |
| [ 12 ] |                 |        |       |               |             |        |        |        |

| Datum            |                | Gesamt |                 | Erster Satz | Zweiter Satz | Dritter Satz |
| ---------------- | -------------- | ------ | --------------- | ----------- | ------------ | ------------ |
| 30. Oktober 2007 | Michael Mykler | 2:1    | Jakarin Homhaul | 21:13       | 11:21        | 21:11        |
| 30. Oktober 2007 | Mohd Fairuz    | 2:0    | Jakarin Homhaul | 21:11       | 21:8         |              |
| 31. Oktober 2007 | Michael Mykler | 2:0    | Mohd Fairuz     | 21:17       | 21:17        |              |

### Gruppe 5
| Platz  | Spieler         | Spiele | Siege | Unentschieden | Niederlagen | Spiele | Sätze | Punkte |
| ------ | --------------- | ------ | ----- | ------------- | ----------- | ------ | ----- | ------ |
| 1      | Madzlan Saibon  | 2      | 0     | 0             | 0           | 2:0    | 84:16 | 2      |
| 2      | Antonio Mantero | 2      | 1     | 0             | 1           | 1:1    | 49:58 | 1      |
| 3      | Manoj Khaire    | 2      | 0     | 0             | 2           | 0:2    | 25:84 | 0      |
| [ 13 ] |                 |        |       |               |             |        |       |        |

| Datum            |                 | Gesamt |                 | Erster Satz | Zweiter Satz | Dritter Satz |
| ---------------- | --------------- | ------ | --------------- | ----------- | ------------ | ------------ |
| 30. Oktober 2007 | Madzlan Saibon  | 2:0    | Manoj Khaire    | 21:6        | 21:3         |              |
| 30. Oktober 2007 | Antonio Mantero | 2:0    | Manoj Khaire    | 21:6        | 21:10        |              |
| 31. Oktober 2007 | Madzlan Saibon  | 2:0    | Antonio Mantero | 21:4        | 21:3         |              |

### Gruppe 6
| Platz  | Spieler         | Spiele | Siege | Unentschieden | Niederlagen | Spiele | Sätze | Punkte |
| ------ | --------------- | ------ | ----- | ------------- | ----------- | ------ | ----- | ------ |
| 1      | Kim Young-min   | 2      | 0     | 0             | 0           | 2:0    | 84:52 | 2      |
| 2      | Siegmund Mainka | 2      | 1     | 0             | 1           | 1:1    | 68:71 | 1      |
| 3      | Aviad Barzilai  | 2      | 0     | 0             | 2           | 0:2    | 56:85 | 0      |
| [ 14 ] |                 |        |       |               |             |        |       |        |

| Datum            |                | Gesamt |                 | Erster Satz | Zweiter Satz | Dritter Satz |
| ---------------- | -------------- | ------ | --------------- | ----------- | ------------ | ------------ |
| 30. Oktober 2007 | Aviad Barzilai | 0:2    | Siegmund Mainka | 9:21        | 20:22        |              |
| 30. Oktober 2007 | Kim Young-min  | 2:0    | Siegmund Mainka | 21:14       | 21:11        |              |
| 31. Oktober 2007 | Aviad Barzilai | 0:2    | Kim Young-min   | 9:21        | 18:21        |              |

### Gruppe 7
| Platz  | Spieler             | Spiele | Siege | Unentschieden | Niederlagen | Spiele | Sätze  | Punkte |
| ------ | ------------------- | ------ | ----- | ------------- | ----------- | ------ | ------ | ------ |
| 1      | Georg Vogel         | 2      | 0     | 0             | 0           | 2:0    | 104:63 | 2      |
| 2      | Munidasa Walimunige | 2      | 1     | 0             | 1           | 1:1    | 88:96  | 1      |
| 3      | Ip Chi Keong        | 2      | 0     | 0             | 2           | 0:2    | 52:85  | 0      |
| [ 15 ] |                     |        |       |               |             |        |        |        |

| Datum            |              | Gesamt |                     | Erster Satz | Zweiter Satz | Dritter Satz |
| ---------------- | ------------ | ------ | ------------------- | ----------- | ------------ | ------------ |
| 30. Oktober 2007 | Georg Vogel  | 2:1    | Munidasa Walimunige | 20:22       | 21:16        | 21:7         |
| 30. Oktober 2007 | Ip Chi Keong | 0:2    | Munidasa Walimunige | 20:22       | 14:21        |              |
| 31. Oktober 2007 | Georg Vogel  | 2:0    | Ip Chi Keong        | 21:13       | 21:5         |              |

### K.-o.-Phase
|  | Achtelfinale | Achtelfinale        | Achtelfinale | Achtelfinale | Achtelfinale |  |  | Viertelfinale | Viertelfinale     | Viertelfinale | Viertelfinale | Viertelfinale |  |     | Halbfinale        | Halbfinale | Halbfinale | Halbfinale | Halbfinale |  |  | Finale | Finale | Finale | Finale | Finale |
|  |              |                     |              |              |              |  |  |               |                   |               |               |               |  |     |                   |            |            |            |            |  |  |        |        |        |        |        |
|  | 1.1          | Amir Levi           |              |              |              |  |  |               |                   |               |               |               |  |     |                   |            |            |            |            |  |  |        |        |        |        |        |
|  |              | Freilos             |              |              |              |  |  | 1.1           | Amir Levi         | 21            | 21            |               |  |     |                   |            |            |            |            |  |  |        |        |        |        |        |
|  | 7.1          | Georg Vogel         | 21           | 21           |              |  |  | 7.1           | Georg Vogel       | 6             | 5             |               |  |     |                   |            |            |            |            |  |  |        |        |        |        |        |
|  | 3.2          | Chao Ut Weng        | 6            | 5            |              |  |  |               |                   |               |               |               |  | 1.1 | Amir Levi         | 15         | 17         |            |            |  |  |        |        |        |        |        |
|  | 4.1          | Michael Mykler      | 14           | 16           |              |  |  |               |                   |               |               |               |  | 5.1 | Madzlan Saibon    | 21         | 21         |            |            |  |  |        |        |        |        |        |
|  | 6.2          | Siegmund Mainka     | 21           | 21           |              |  |  | 6.2           | Siegmund Mainka   | 9             | 8             |               |  |     |                   |            |            |            |            |  |  |        |        |        |        |        |
|  | 5.1          | Madzlan Saibon      | 21           | 21           |              |  |  | 5.1           | Madzlan Saibon    | 21            | 21            |               |  |     |                   |            |            |            |            |  |  |        |        |        |        |        |
|  | 2.2          | Kusum Weerasinghe   | 12           | 8            |              |  |  |               |                   |               |               |               |  | 1.1 | Madzlan Saibon    | 7          | 21         | 13         |            |  |  |        |        |        |        |        |
|  | 1.2          | Guillermo Lama      | 10           | 1            |              |  |  |               |                   |               |               |               |  | 2.1 | Quincy Michielsen | 21         | 10         | 21         |            |  |  |        |        |        |        |        |
|  | 6.1          | Kim Young-min       | 21           | 21           |              |  |  | 6.1           | Kim Young-min     | 15            | 20            |               |  |     |                   |            |            |            |            |  |  |        |        |        |        |        |
|  | 5.2          | Antonio Mantero     | 5            | 8            |              |  |  | 6.1           | An Gyeong-hwan    | 21            | 22            |               |  |     |                   |            |            |            |            |  |  |        |        |        |        |        |
|  | 6.1          | An Gyeong-hwan      | 21           | 21           |              |  |  |               |                   |               |               |               |  | 6.1 | An Gyeong-hwan    | 21         | 11         | 19         |            |  |  |        |        |        |        |        |
|  | 4.2          | Mohd Fairuz         | 21           | 21           |              |  |  |               |                   |               |               |               |  | 2.1 | Quincy Michielsen | 16         | 21         | 21         |            |  |  |        |        |        |        |        |
|  | 7.2          | Munidasa Walimunige | 12           | 17           |              |  |  | 4.2           | Mohd Fairuz       | 14            | 10            |               |  |     |                   |            |            |            |            |  |  |        |        |        |        |        |
|  | 2.1          | Quincy Michielsen   |              |              |              |  |  | 2.1           | Quincy Michielsen | 21            | 21            |               |  |     |                   |            |            |            |            |  |  |        |        |        |        |        |
|  |              | Freilos             |              |              |              |  |  |               |                   |               |               |               |  |     |                   |            |            |            |            |  |  |        |        |        |        |        |

## Herreneinzel (BMSTL1)

### Gruppe 1
| Platz  | Spieler            | Spiele | Siege | Unentschieden | Niederlagen | Spiele | Sätze | Punkte |
| ------ | ------------------ | ------ | ----- | ------------- | ----------- | ------ | ----- | ------ |
| 1      | Bunjob Wongkumkerl | 2      | 0     | 0             | 0           | 2:0    | 84:35 | 2      |
| 2      | Alfonso Otero      | 2      | 1     | 0             | 1           | 1:1    | 61:59 | 1      |
| 3      | Ramteke Yashwavth  | 2      | 0     | 0             | 2           | 0:2    | 33:84 | 0      |
| [ 17 ] |                    |        |       |               |             |        |       |        |

| Datum            |                    | Gesamt |                    | Erster Satz | Zweiter Satz | Dritter Satz |
| ---------------- | ------------------ | ------ | ------------------ | ----------- | ------------ | ------------ |
| 30. Oktober 2007 | Alfonso Otero      | 2:0    | Ramteke Yashwavth  | 21:7        | 21:10        |              |
| 30. Oktober 2007 | Bunjob Wongkumkerl | 2:0    | Ramteke Yashwavth  | 21:11       | 21:5         |              |
| 31. Oktober 2007 | Alfonso Otero      | 0:2    | Bunjob Wongkumkerl | 11:21       | 8:21         |              |

### Gruppe 2
| Platz  | Spieler         | Spiele | Siege | Unentschieden | Niederlagen | Spiele | Sätze | Punkte |
| ------ | --------------- | ------ | ----- | ------------- | ----------- | ------ | ----- | ------ |
| 1      | Kwong Tung Fung | 2      | 0     | 0             | 0           | 2:0    | 84:20 | 2      |
| 2      | Silvino Gata    | 2      | 1     | 0             | 1           | 1:1    | 52:57 | 1      |
| 3      | Choi Seung-won  | 2      | 0     | 0             | 2           | 0:2    | 25:84 | 0      |
| [ 18 ] |                 |        |       |               |             |        |       |        |

| Datum            |                | Gesamt |                 | Erster Satz | Zweiter Satz | Dritter Satz |
| ---------------- | -------------- | ------ | --------------- | ----------- | ------------ | ------------ |
| 30. Oktober 2007 | Silvino Gata   | 0:2    | Kwong Tung Fung | 3:21        | 7:21         |              |
| 30. Oktober 2007 | Choi Seung-won | 0:2    | Kwong Tung Fung | 4:21        | 6:21         |              |
| 31. Oktober 2007 | Silvino Gata   | 2:0    | Choi Seung-won  | 21:2        | 21:13        |              |

### Gruppe 3
| Platz  | Spieler             | Spiele | Siege | Unentschieden | Niederlagen | Spiele | Sätze | Punkte |
| ------ | ------------------- | ------ | ----- | ------------- | ----------- | ------ | ----- | ------ |
| 1      | Subpong Meepian     | 2      | 0     | 0             | 0           | 2:0    | 84:37 | 2      |
| 2      | Tsang Chiu Pong     | 2      | 1     | 0             | 1           | 1:1    | 72:60 | 1      |
| 3      | Yeruagula Himeogiri | 2      | 0     | 0             | 2           | 0:2    | 25:84 | 0      |
| [ 19 ] |                     |        |       |               |             |        |       |        |

| Datum            |                     | Gesamt |                 | Erster Satz | Zweiter Satz | Dritter Satz |
| ---------------- | ------------------- | ------ | --------------- | ----------- | ------------ | ------------ |
| 30. Oktober 2007 | Yeruagula Himeogiri | 0:2    | Subpong Meepian | 5:21        | 2:21         |              |
| 30. Oktober 2007 | Tsang Chiu Pong     | 0:2    | Subpong Meepian | 16:21       | 14:21        |              |
| 31. Oktober 2007 | Yeruagula Himeogiri | 0:2    | Tsang Chiu Pong | 7:21        | 11:21        |              |

### Gruppe 4
| Platz  | Spieler            | Spiele | Siege | Unentschieden | Niederlagen | Spiele | Sätze | Punkte |
| ------ | ------------------ | ------ | ----- | ------------- | ----------- | ------ | ----- | ------ |
| 1      | Takayuki Taniguchi | 2      | 0     | 0             | 0           | 2:0    | 84:32 | 2      |
| 2      | Pramod Bhagat      | 2      | 1     | 0             | 1           | 1:1    | 64:63 | 1      |
| 3      | Simon Cruz         | 2      | 0     | 0             | 2           | 0:2    | 31:84 | 0      |
| [ 20 ] |                    |        |       |               |             |        |       |        |

| Datum            |               | Gesamt |                    | Erster Satz | Zweiter Satz | Dritter Satz |
| ---------------- | ------------- | ------ | ------------------ | ----------- | ------------ | ------------ |
| 30. Oktober 2007 | Simon Cruz    | 0:2    | Takayuki Taniguchi | 4:21        | 6:21         |              |
| 30. Oktober 2007 | Pramod Bhagat | 0:2    | Takayuki Taniguchi | 11:21       | 11:21        |              |
| 31. Oktober 2007 | Simon Cruz    | 0:2    | Pramod Bhagat      | 15:21       | 6:21         |              |

### K.-o.-Phase
|  | Viertelfinale | Viertelfinale      | Viertelfinale      | Viertelfinale | Viertelfinale |                    |     | Halbfinale         | Halbfinale | Halbfinale | Halbfinale | Halbfinale |  |  | Finale | Finale | Finale | Finale | Finale |
|  |               |                    |                    |               |               |                    |     |                    |            |            |            |            |  |  |        |        |        |        |        |
|  | 1.1           | Bunjob Wongkumkerl | 16                 | 10            |               |                    |     |                    |            |            |            |            |  |  |        |        |        |        |        |
|  | 3.2           | Tsang Chiu Pong    | 21                 | 21            |               |                    |     |                    |            |            |            |            |  |  |        |        |        |        |        |
|  | 3.2           | Tsang Chiu Pong    | 21                 | 21            | 3.2           | Tsang Chiu Pong    | 19  | 18                 |            |            |            |            |  |  |        |        |        |        |        |
|  |               |                    |                    |               |               | Tsang Chiu Pong    | 19  | 18                 |            |            |            |            |  |  |        |        |        |        |        |
|  |               | 4.1                | Takayuki Taniguchi | 21            | 21            |                    |     |                    |            |            |            |            |  |  |        |        |        |        |        |
|  | 4.1           | 4.1                | Takayuki Taniguchi | 21            | 21            | Takayuki Taniguchi | 21  | 21                 |            |            |            |            |  |  |        |        |        |        |        |
|  | 4.1           |                    |                    |               |               |                    | 21  | 21                 |            |            |            |            |  |  |        |        |        |        |        |
|  | 2.2           | Silvino Gata       | 6                  | 5             |               |                    |     |                    |            |            |            |            |  |  |        |        |        |        |        |
|  |               |                    |                    |               |               |                    | 4.1 | Takayuki Taniguchi | 18         | 13         |            |            |  |  |        |        |        |        |        |
|  |               | 3.1                | Subpong Meepian    | 21            | 21            |                    |     |                    |            |            |            |            |  |  |        |        |        |        |        |
|  | 1.2           | Alfonso Otero      | 10                 | 7             |               |                    |     |                    |            |            |            |            |  |  |        |        |        |        |        |
|  | 3.1           | Subpong Meepian    | 21                 | 21            |               |                    |     |                    |            |            |            |            |  |  |        |        |        |        |        |
|  | 3.1           | Subpong Meepian    | 21                 | 21            | 3.1           | Subpong Meepian    | 21  | 21                 |            |            |            |            |  |  |        |        |        |        |        |
|  |               |                    |                    |               |               | Subpong Meepian    | 21  | 21                 |            |            |            |            |  |  |        |        |        |        |        |
|  |               | 4.2                | Pramod Bhagat      | 17            | 13            |                    |     |                    |            |            |            |            |  |  |        |        |        |        |        |
|  | 4.2           | 4.2                | Pramod Bhagat      | 17            | 13            | Pramod Bhagat      | 21  | 21                 |            |            |            |            |  |  |        |        |        |        |        |
|  | 4.2           |                    |                    |               |               |                    | 21  | 21                 |            |            |            |            |  |  |        |        |        |        |        |
|  | 2.1           | Kwong Tung Fung    | 11                 | 7             |               |                    |     |                    |            |            |            |            |  |  |        |        |        |        |        |

## Herreneinzel (BMSTL2)

### Gruppe 1
| Platz  | Spieler          | Spiele | Siege | Unentschieden | Niederlagen | Spiele | Sätze | Punkte |
| ------ | ---------------- | ------ | ----- | ------------- | ----------- | ------ | ----- | ------ |
| 1      | Pascal Wolter    | 2      | 0     | 0             | 0           | 2:0    | 63:34 | 2      |
| 2      | Ui Lee-chui      | 2      | 1     | 0             | 1           | 1:1    | 72:62 | 1      |
| 3      | Katsumasa Suzuki | 2      | 0     | 0             | 2           | 0:2    | 24:63 | 0      |
| [ 22 ] |                  |        |       |               |             |        |       |        |

| Datum            |               | Gesamt |                  | Erster Satz | Zweiter Satz      | Dritter Satz |
| ---------------- | ------------- | ------ | ---------------- | ----------- | ----------------- | ------------ |
| 30. Oktober 2007 | Pascal Wolter | 2:0    | Katsumasa Suzuki | 21:4        | retired (Aufgabe) |              |
| 30. Oktober 2007 | Ui Lee-chui   | 2:0    | Katsumasa Suzuki | 21:15       | 21:5              |              |
| 31. Oktober 2007 | Pascal Wolter | 2:0    | Ui Lee-chui      | 21:16       | 21:16             |              |

### Gruppe 2
| Platz  | Spieler         | Spiele | Siege | Unentschieden | Niederlagen | Spiele | Sätze | Punkte |
| ------ | --------------- | ------ | ----- | ------------- | ----------- | ------ | ----- | ------ |
| 1      | Kim Chang-man   | 2      | 0     | 0             | 0           | 2:0    | 84:45 | 2      |
| 2      | Sreckauth Reddy | 2      | 1     | 0             | 1           | 1:1    | 73:77 | 1      |
| 3      | Kazunobu Asano  | 2      | 0     | 0             | 2           | 0:2    | 49:84 | 0      |
| [ 23 ] |                 |        |       |               |             |        |       |        |

| Datum            |                | Gesamt |                 | Erster Satz | Zweiter Satz | Dritter Satz |
| ---------------- | -------------- | ------ | --------------- | ----------- | ------------ | ------------ |
| 30. Oktober 2007 | Kim Chang-man  | 2:0    | Sreckauth Reddy | 21:13       | 21:18        |              |
| 30. Oktober 2007 | Kazunobu Asano | 0:2    | Sreckauth Reddy | 17:21       | 18:21        |              |
| 31. Oktober 2007 | Kim Chang-man  | 2:0    | Kazunobu Asano  | 21:4        | 21:10        |              |

### Gruppe 3
| Platz  | Spieler                  | Spiele | Siege | Unentschieden | Niederlagen | Spiele | Sätze | Punkte |
| ------ | ------------------------ | ------ | ----- | ------------- | ----------- | ------ | ----- | ------ |
| 1      | Lang Yean                | 2      | 0     | 0             | 0           | 2:0    | 84:29 | 2      |
| 2      | Jens Behnke              | 2      | 1     | 0             | 1           | 1:1    | 55:58 | 1      |
| 3      | Jayauth Lol Girish Kumar | 2      | 0     | 0             | 2           | 0:2    | 32:84 | 0      |
| [ 24 ] |                          |        |       |               |             |        |       |        |

| Datum            |                          | Gesamt |                          | Erster Satz | Zweiter Satz | Dritter Satz |
| ---------------- | ------------------------ | ------ | ------------------------ | ----------- | ------------ | ------------ |
| 30. Oktober 2007 | Jens Behnke              | 0:2    | Lang Yean                | 4:21        | 9:21         |              |
| 30. Oktober 2007 | Jayauth Lol Girish Kumar | 0:2    | Lang Yean                | 5:21        | 11:21        |              |
| 31. Oktober 2007 | Jens Behnke              | 2:0    | Jayauth Lol Girish Kumar | 21:12       | 21:4         |              |

### Gruppe 4
| Platz  | Spieler            | Spiele | Siege | Unentschieden | Niederlagen | Spiele | Sätze | Punkte |
| ------ | ------------------ | ------ | ----- | ------------- | ----------- | ------ | ----- | ------ |
| 1      | Jasmi Tegol        | 2      | 0     | 0             | 0           | 2:0    | 84:30 | 2      |
| 2      | Somsak Kleedyeeson | 2      | 1     | 0             | 1           | 1:1    | 62:62 | 1      |
| 3      | Meva Singh Dhesi   | 2      | 0     | 0             | 2           | 0:2    | 30:84 | 0      |
| [ 25 ] |                    |        |       |               |             |        |       |        |

| Datum            |                  | Gesamt |                    | Erster Satz | Zweiter Satz | Dritter Satz |
| ---------------- | ---------------- | ------ | ------------------ | ----------- | ------------ | ------------ |
| 30. Oktober 2007 | Jasmi Tegol      | 2:0    | Somsak Kleedyeeson | 21:10       | 21:10        |              |
| 30. Oktober 2007 | Meva Singh Dhesi | 0:2    | Somsak Kleedyeeson | 11:21       | 9:21         |              |
| 31. Oktober 2007 | Jasmi Tegol      | 2:0    | Meva Singh Dhesi   | 21:4        | 21:6         |              |

### Gruppe 5
| Platz  | Spieler          | Spiele | Siege | Unentschieden | Niederlagen | Spiele | Sätze   | Punkte |
| ------ | ---------------- | ------ | ----- | ------------- | ----------- | ------ | ------- | ------ |
| 1      | Hsu Jen-ho       | 3      | 0     | 0             | 0           | 3:0    | 143:63  | 3      |
| 2      | Toshiaki Suenaga | 3      | 2     | 0             | 1           | 2:1    | 84:75   | 2      |
| 3      | Belura Amarcudin | 3      | 1     | 0             | 2           | 1:2    | 123:157 | 1      |
| 3      | Guus Maassen     | 3      | 0     | 0             | 3           | 0:3    | 92:147  | 0      |
| [ 26 ] |                  |        |       |               |             |        |         |        |

| Datum            |                  | Gesamt         |                  | Erster Satz | Zweiter Satz | Dritter Satz |
| ---------------- | ---------------- | -------------- | ---------------- | ----------- | ------------ | ------------ |
| 30. Oktober 2007 | Hsu Jen-ho       | 2:0            | Guus Maassen     | 21:7        | 21:14        |              |
| 30. Oktober 2007 | Belura Amarcudin | 2:1            | Guus Maassen     | 20:22       | 21:14        | 22:20        |
| 30. Oktober 2007 | Hsu Jen-ho       | 2:0 (Walkover) | Toshiaki Suenaga | 21:0        | 21:0         |              |
| 30. Oktober 2007 | Belura Amarcudin | 0:2            | Toshiaki Suenaga | 13:21       | 5:21         |              |
| 31. Oktober 2007 | Hsu Jen-ho       | 2:0            | Belura Amarcudin | 17:21       | 21:11        | 21:10        |
| 31. Oktober 2007 | Guus Maassen     | 0:2            | Toshiaki Suenaga | 8:21        | 7:21         |              |

### Gruppe 6
| Platz  | Spieler              | Spiele | Siege | Unentschieden | Niederlagen | Spiele | Sätze  | Punkte |
| ------ | -------------------- | ------ | ----- | ------------- | ----------- | ------ | ------ | ------ |
| 1      | Yugo Mitsuhashi      | 3      | 0     | 0             | 0           | 3:0    | 100:66 | 3      |
| 2      | Lee Ma Tim           | 3      | 2     | 0             | 1           | 2:1    | 128:91 | 2      |
| 3      | Rattasart Thuynwhang | 3      | 1     | 0             | 2           | 1:2    | 85:100 | 1      |
| 3      | Sujeet Singh         | 3      | 0     | 0             | 3           | 0:3    | 28:84  | 0      |
| [ 27 ] |                      |        |       |               |             |        |        |        |

| Datum            |                      | Gesamt         |                      | Erster Satz | Zweiter Satz | Dritter Satz |
| ---------------- | -------------------- | -------------- | -------------------- | ----------- | ------------ | ------------ |
| 30. Oktober 2007 | Lee Ma Tim           | 1:2            | Yugo Mitsuhashi      | 21:16       | 11:21        | 12:21        |
| 30. Oktober 2007 | Rattasart Thuynwhang | 0:2            | Yugo Mitsuhashi      | 8:21        | 14:21        |              |
| 30. Oktober 2007 | Lee Ma Tim           | 2:0            | Sujeet Singh         | 21:6        | 21:6         |              |
| 30. Oktober 2007 | Rattasart Thuynwhang | 2:0            | Sujeet Singh         | 21:8        | 21:8         |              |
| 31. Oktober 2007 | Lee Ma Tim           | 2:0            | Rattasart Thuynwhang | 21:12       | 21:9         |              |
| 31. Oktober 2007 | Yugo Mitsuhashi      | 2:0 (Walkover) | Sujeet Singh         | –           | –            |              |

### Gruppe 7
| Platz  | Spieler                      | Spiele | Siege | Unentschieden | Niederlagen | Spiele | Sätze  | Punkte |
| ------ | ---------------------------- | ------ | ----- | ------------- | ----------- | ------ | ------ | ------ |
| 1      | Oleg Wladislawowitsch Donzow | 2      | 0     | 0             | 0           | 2:0    | 102:76 | 2      |
| 2      | Yusuke Yamaguchi             | 2      | 1     | 0             | 1           | 1:1    | 77:80  | 1      |
| 3      | Lo Peter                     | 2      | 0     | 0             | 2           | 0:2    | 80:103 | 0      |
| [ 28 ] |                              |        |       |               |             |        |        |        |

| Datum            |                              | Gesamt |                  | Erster Satz | Zweiter Satz | Dritter Satz |
| ---------------- | ---------------------------- | ------ | ---------------- | ----------- | ------------ | ------------ |
| 30. Oktober 2007 | Oleg Wladislawowitsch Donzow | 2:1    | Lo Peter         | 21:11       | 18:21        | 21:10        |
| 30. Oktober 2007 | Yusuke Yamaguchi             | 2:0    | Lo Peter         | 22:20       | 21:18        |              |
| 31. Oktober 2007 | Oleg Wladislawowitsch Donzow | 2:0    | Yusuke Yamaguchi | 21:19       | 21:15        |              |

### Gruppe 8
| Platz  | Spieler               | Spiele | Siege | Unentschieden | Niederlagen | Spiele | Sätze  | Punkte |
| ------ | --------------------- | ------ | ----- | ------------- | ----------- | ------ | ------ | ------ |
| 1      | Manabu Umeda          | 2      | 0     | 0             | 0           | 2:0    | 84:29  | 2      |
| 2      | Lutz Sauppe           | 2      | 1     | 0             | 1           | 1:1    | 70:80  | 1      |
| 3      | Sitichai Pairwonggean | 2      | 0     | 0             | 2           | 0:2    | 58:103 | 0      |
| [ 29 ] |                       |        |       |               |             |        |        |        |

| Datum            |              | Gesamt |                       | Erster Satz | Zweiter Satz | Dritter Satz |
| ---------------- | ------------ | ------ | --------------------- | ----------- | ------------ | ------------ |
| 30. Oktober 2007 | Lutz Sauppe  | 2:1    | Sitichai Pairwonggean | 19:21       | 21:8         | 21:9         |
| 30. Oktober 2007 | Manabu Umeda | 2:0    | Sitichai Pairwonggean | 21:11       | 21:9         |              |
| 31. Oktober 2007 | Lutz Sauppe  | 2:0    | Manabu Umeda          | 7:21        | 2:21         |              |

### K.-o.-Phase
|  | Achtelfinale | Achtelfinale                 | Achtelfinale | Achtelfinale | Achtelfinale |  |  | Viertelfinale | Viertelfinale                | Viertelfinale | Viertelfinale | Viertelfinale |  |     | Halbfinale       | Halbfinale | Halbfinale | Halbfinale | Halbfinale |  |  | Finale | Finale | Finale | Finale | Finale |
|  |              |                              |              |              |              |  |  |               |                              |               |               |               |  |     |                  |            |            |            |            |  |  |        |        |        |        |        |
|  | 1.1          | Pascal Wolter                | 21           | 21           |              |  |  |               |                              |               |               |               |  |     |                  |            |            |            |            |  |  |        |        |        |        |        |
|  | 8.2          | Lutz Sauppe                  | 5            | 5            |              |  |  | 1.1           | Pascal Wolter                | 21            | 21            |               |  |     |                  |            |            |            |            |  |  |        |        |        |        |        |
|  | 7.1          | Oleg Wladislawowitsch Donzow | 21           | 21           |              |  |  | 7.1           | Oleg Wladislawowitsch Donzow | 14            | 18            |               |  |     |                  |            |            |            |            |  |  |        |        |        |        |        |
|  | 3.2          | Jens Behnke                  | 3            | 15           |              |  |  |               |                              |               |               |               |  | 1.1 | Pascal Wolter    | 17         | 21         | 21         |            |  |  |        |        |        |        |        |
|  | 4.1          | Jasmi Tegol                  | 21           | 21           |              |  |  |               |                              |               |               |               |  | 5.1 | Hsu Jen-ho       | 21         | 19         | 18         |            |  |  |        |        |        |        |        |
|  | 6.2          | Lee Ma Tim                   | 9            | 4            |              |  |  | 4.1           | Jasmi Tegol                  | 15            | 14            |               |  |     |                  |            |            |            |            |  |  |        |        |        |        |        |
|  | 5.1          | Hsu Jen-ho                   | 21           | 21           |              |  |  | 5.1           | Hsu Jen-ho                   | 21            | 21            |               |  |     |                  |            |            |            |            |  |  |        |        |        |        |        |
|  | 2.2          | Sreckauth Reddy              | 7            | 10           |              |  |  |               |                              |               |               |               |  | 1.1 | Pascal Wolter    | 21         | 21         | 21         |            |  |  |        |        |        |        |        |
|  | 1.2          | Ui Lee-chui                  | 21           | 21           |              |  |  |               |                              |               |               |               |  | 5.2 | Toshiaki Suenaga | 17         | 23         | 9          |            |  |  |        |        |        |        |        |
|  | 6.2          | Yugo Mitsuhashi              | 17           | 12           |              |  |  | 1.2           | Ui Lee-chui                  | 14            | 21            | 13            |  |     |                  |            |            |            |            |  |  |        |        |        |        |        |
|  | 5.2          | Toshiaki Suenaga             | 22           | 13           | 21           |  |  | 5.2           | Toshiaki Suenaga             | 21            | 10            | 21            |  |     |                  |            |            |            |            |  |  |        |        |        |        |        |
|  | 3.1          | Lang Yean                    | 20           | 21           | 13           |  |  |               |                              |               |               |               |  | 5.2 | Toshiaki Suenaga | 21         | 21         |            |            |  |  |        |        |        |        |        |
|  | 4.2          | Somsak Kleedyeeson           | 23           | 11           | 12           |  |  |               |                              |               |               |               |  | 2.1 | Kim Chang-man    | 16         | 17         |            |            |  |  |        |        |        |        |        |
|  | 8.1          | Manabu Umeda                 | 21           | 21           | 21           |  |  | 8.1           | Manabu Umeda                 | 7             | 14            |               |  |     |                  |            |            |            |            |  |  |        |        |        |        |        |
|  | 7.2          | Yusuke Yamaguchi             | 11           | 7            |              |  |  | 2.1           | Kim Chang-man                | 21            | 21            |               |  |     |                  |            |            |            |            |  |  |        |        |        |        |        |
|  | 2.1          | Kim Chang-man                | 21           | 21           |              |  |  |               |                              |               |               |               |  |     |                  |            |            |            |            |  |  |        |        |        |        |        |

## Herreneinzel (BMSTL3)

### Gruppe 1
| Platz  | Spieler              | Spiele | Siege | Unentschieden | Niederlagen | Spiele | Sätze | Punkte |
| ------ | -------------------- | ------ | ----- | ------------- | ----------- | ------ | ----- | ------ |
| 1      | Raúl Anguiano Araujo | 2      | 0     | 0             | 0           | 2:0    | 84:53 | 2      |
| 2      | Jun Dong-chun        | 2      | 1     | 0             | 1           | 1:1    | 71:67 | 1      |
| 3      | Taku Hiroi           | 2      | 0     | 0             | 2           | 0:2    | 49:84 | 0      |
| [ 31 ] |                      |        |       |               |             |        |       |        |

| Datum            |                      | Gesamt |               | Erster Satz | Zweiter Satz | Dritter Satz |
| ---------------- | -------------------- | ------ | ------------- | ----------- | ------------ | ------------ |
| 30. Oktober 2007 | Taku Hiroi           | 0:2    | Jun Dong-chun | 18:21       | 7:21         |              |
| 31. Oktober 2007 | Raúl Anguiano Araujo | 2:0    | Taku Hiroi    | 21:13       | 21:11        |              |
| 31. Oktober 2007 | Raúl Anguiano Araujo | 2:0    | Jun Dong-chun | 21:19       | 21:10        |              |

### Gruppe 2
| Platz  | Spieler           | Spiele | Siege | Unentschieden | Niederlagen | Spiele | Sätze  | Punkte |
| ------ | ----------------- | ------ | ----- | ------------- | ----------- | ------ | ------ | ------ |
| 1      | Peter Schnitzler  | 2      | 0     | 0             | 0           | 2:0    | 84:46  | 2      |
| 2      | Chairat Konhsupol | 2      | 1     | 0             | 1           | 1:1    | 88:103 | 1      |
| 3      | Rod Rantall       | 2      | 0     | 0             | 2           | 0:2    | 83:106 | 0      |
| [ 32 ] |                   |        |       |               |             |        |        |        |

| Datum            |                  | Gesamt |                   | Erster Satz | Zweiter Satz | Dritter Satz |
| ---------------- | ---------------- | ------ | ----------------- | ----------- | ------------ | ------------ |
| 30. Oktober 2007 | Rod Rantall      | 1:2    | Chairat Konhsupol | 18:21       | 22:20        | 21:23        |
| 31. Oktober 2007 | Peter Schnitzler | 2:0    | Rod Rantall       | 21:14       | 21:8         |              |
| 31. Oktober 2007 | Peter Schnitzler | 2:0    | Chairat Konhsupol | 21:13       | 21:11        |              |

### Gruppe 3
| Platz  | Spieler          | Spiele | Siege | Unentschieden | Niederlagen | Spiele | Sätze | Punkte |
| ------ | ---------------- | ------ | ----- | ------------- | ----------- | ------ | ----- | ------ |
| 1      | Chuang Liang-tu  | 2      | 0     | 0             | 0           | 2:0    | 84:35 | 2      |
| 2      | Bakri Omar       | 2      | 1     | 0             | 1           | 1:1    | 59:54 | 1      |
| 3      | Scott Richardson | 2      | 0     | 0             | 2           | 0:2    | 30:84 | 0      |
| [ 33 ] |                  |        |       |               |             |        |       |        |

| Datum            |                  | Gesamt |                  | Erster Satz | Zweiter Satz | Dritter Satz |
| ---------------- | ---------------- | ------ | ---------------- | ----------- | ------------ | ------------ |
| 30. Oktober 2007 | Scott Richardson | 0:2    | Bakri Omar       | 6:21        | 6:21         |              |
| 31. Oktober 2007 | Chuang Liang-tu  | 2:0    | Scott Richardson | 21:9        | 21:9         |              |
| 31. Oktober 2007 | Chuang Liang-tu  | 2:0    | Bakri Omar       | 21:8        | 21:9         |              |

### Gruppe 4
| Platz  | Spieler              | Spiele | Siege | Unentschieden | Niederlagen | Spiele | Sätze | Punkte |
| ------ | -------------------- | ------ | ----- | ------------- | ----------- | ------ | ----- | ------ |
| 1      | Adisak Saengarayakul | 2      | 0     | 0             | 0           | 2:0    | 42:8  | 2      |
| 2      | Dmitri Petuchow      | 2      | 1     | 0             | 1           | 1:1    | 19:84 | 1      |
| 3      | Chu Siu Keung        | 2      | 0     | 0             | 2           | 0:2    | 42:11 | 0      |
| [ 34 ] |                      |        |       |               |             |        |       |        |

| Datum            |                      | Gesamt        |                 | Erster Satz | Zweiter Satz | Dritter Satz |
| ---------------- | -------------------- | ------------- | --------------- | ----------- | ------------ | ------------ |
| 30. Oktober 2007 | Dmitri Petuchow      | 2:0 (Aufgabe) | Chu Siu Keung   | 7:21        | 4:21         |              |
| 31. Oktober 2007 | Adisak Saengarayakul | 2:0           | Dmitri Petuchow | 21:2        | 21:6         |              |
| 31. Oktober 2007 | Adisak Saengarayakul | 2:0 (Aufgabe) | Chu Siu Keung   | –           | –            |              |

### Gruppe 5
| Platz  | Spieler         | Spiele | Siege | Unentschieden | Niederlagen | Spiele | Sätze | Punkte |
| ------ | --------------- | ------ | ----- | ------------- | ----------- | ------ | ----- | ------ |
| 1      | Yu Kwong Wah    | 2      | 0     | 0             | 0           | 2:0    | 84:23 | 2      |
| 2      | Eli Keradi      | 2      | 1     | 0             | 1           | 1:1    | 61:54 | 1      |
| 3      | Sergei Nefjodow | 2      | 0     | 0             | 2           | 0:2    | 16:84 | 0      |
| [ 35 ] |                 |        |       |               |             |        |       |        |

| Datum            |              | Gesamt |                 | Erster Satz | Zweiter Satz | Dritter Satz |
| ---------------- | ------------ | ------ | --------------- | ----------- | ------------ | ------------ |
| 30. Oktober 2007 | Yu Kwong Wah | 2:0    | Sergei Nefjodow | 21:1        | 21:3         |              |
| 31. Oktober 2007 | Eli Keradi   | 2:0    | Yu Kwong Wah    | 9:21        | 10:21        |              |
| 31. Oktober 2007 | Eli Keradi   | 2:0    | Sergei Nefjodow | 21:6        | 21:6         |              |

### Gruppe 6
| Platz  | Spieler          | Spiele | Siege | Unentschieden | Niederlagen | Spiele | Sätze  | Punkte |
| ------ | ---------------- | ------ | ----- | ------------- | ----------- | ------ | ------ | ------ |
| 1      | Lin Cheng-che    | 3      | 0     | 0             | 0           | 3:0    | 126:50 | 3      |
| 2      | Oded Habshush    | 3      | 2     | 0             | 1           | 2:1    | 103:78 | 2      |
| 3      | Michael Benthele | 3      | 1     | 0             | 2           | 1:2    | 84:116 | 1      |
| 4      | Li Tak Ping      | 3      | 0     | 0             | 3           | 0:3    | 57:126 | 0      |
| [ 36 ] |                  |        |       |               |             |        |        |        |

| Datum            |               | Gesamt |                  | Erster Satz | Zweiter Satz | Dritter Satz |
| ---------------- | ------------- | ------ | ---------------- | ----------- | ------------ | ------------ |
| 30. Oktober 2007 | Oded Habshush | 2:0    | Li Tak Ping      | 21:6        | 21:5         |              |
| 30. Oktober 2007 | Lin Cheng-che | 2:0    | Michael Benthele | 21:5        | 21:12        |              |
| 31. Oktober 2007 | Lin Cheng-che | 2:0    | Oded Habshush    | 21:9        | 21:10        |              |
| 31. Oktober 2007 | Lin Cheng-che | 2:0    | Li Tak Ping      | 21:10       | 21:4         |              |
| 31. Oktober 2007 | Oded Habshush | 2:0    | Michael Benthele | 21:12       | 21:13        |              |
| 31. Oktober 2007 | Li Tak Ping   | 0:2    | Michael Benthele | 17:21       | 15:21        |              |

### Gruppe 7
| Platz  | Spieler                | Spiele | Siege | Unentschieden | Niederlagen | Spiele | Sätze  | Punkte |
| ------ | ---------------------- | ------ | ----- | ------------- | ----------- | ------ | ------ | ------ |
| 1      | Kim Jae-hoon           | 3      | 0     | 0             | 0           | 3:0    | 144:61 | 3      |
| 2      | Ahmad Abdul Rahman     | 3      | 2     | 0             | 1           | 2:1    | 127:92 | 2      |
| 3      | Likit Boonpeng         | 3      | 1     | 0             | 2           | 1:2    | 68:116 | 1      |
| 4      | Sanguan Satemdra Kumar | 3      | 0     | 0             | 3           | 0:3    | 56:126 | 0      |
| [ 37 ] |                        |        |       |               |             |        |        |        |

| Datum            |                        | Gesamt |                        | Erster Satz | Zweiter Satz | Dritter Satz |
| ---------------- | ---------------------- | ------ | ---------------------- | ----------- | ------------ | ------------ |
| 30. Oktober 2007 | Sanguan Satemdra Kumar | 0:2    | Kim Jae-hoon           | 4:21        | 5:21         |              |
| 30. Oktober 2007 | Ahmad Abdul Rahman     | 2:0    | Likit Boonpeng         | 21:8        | 21:9         |              |
| 31. Oktober 2007 | Ahmad Abdul Rahman     | 2:0    | Sanguan Satemdra Kumar | 21:7        | 21:8         |              |
| 31. Oktober 2007 | Ahmad Abdul Rahman     | 2:1    | Kim Jae-hoon           | 21:18       | 11:21        | 11:21        |
| 31. Oktober 2007 | Sanguan Satemdra Kumar | 0:2    | Likit Boonpeng         | 18:21       | 14:21        |              |
| 31. Oktober 2007 | Kim Jae-hoon           | 2:0    | Likit Boonpeng         | 21:3        | 21:6         |              |

### K.-o.-Phase
|  | Erste Runde | Erste Runde          | Erste Runde | Erste Runde | Erste Runde |  |  | Viertelfinale | Viertelfinale        | Viertelfinale | Viertelfinale | Viertelfinale |  |     | Halbfinale         | Halbfinale | Halbfinale | Halbfinale | Halbfinale |  |  | Finale | Finale | Finale | Finale | Finale |
|  |             |                      |             |             |             |  |  |               |                      |               |               |               |  |     |                    |            |            |            |            |  |  |        |        |        |        |        |
|  | 1.1         | Raúl Anguiano Araujo |             |             |             |  |  |               |                      |               |               |               |  |     |                    |            |            |            |            |  |  |        |        |        |        |        |
|  |             | Freilos              |             |             |             |  |  | 1.1           | Raúl Anguiano Araujo | 20            | 14            |               |  |     |                    |            |            |            |            |  |  |        |        |        |        |        |
|  | 7.1         | Kim Jae-hoon         | 17          | 17          |             |  |  | 3.2           | Bakri Omar           | 22            | 21            |               |  |     |                    |            |            |            |            |  |  |        |        |        |        |        |
|  | 3.2         | Bakri Omar           | 21          | 21          |             |  |  |               |                      |               |               |               |  | 3.2 | Bakri Omar         | 14         | 13         |            |            |  |  |        |        |        |        |        |
|  | 4.1         | Adisak Saengarayakul | 21          | 21          |             |  |  |               |                      |               |               |               |  | 5.1 | Yu Kwong Wah       | 21         | 21         |            |            |  |  |        |        |        |        |        |
|  | 6.2         | Oded Habshush        | 17          | 12          |             |  |  | 4.1           | Adisak Saengarayakul | 17            | ret.          |               |  |     |                    |            |            |            |            |  |  |        |        |        |        |        |
|  | 5.1         | Yu Kwong Wah         | 21          | 21          |             |  |  | 5.1           | Yu Kwong Wah         | 21            |               |               |  |     |                    |            |            |            |            |  |  |        |        |        |        |        |
|  | 2.2         | Chairat Konhsupol    | 3           | 2           |             |  |  |               |                      |               |               |               |  | 5.1 | Yu Kwong Wah       | 21         | 21         |            |            |  |  |        |        |        |        |        |
|  | 1.2         | Jun Dong-chun        | 17          | 11          |             |  |  |               |                      |               |               |               |  | 3.1 | Chuang Liang-tu    | 16         | 12         |            |            |  |  |        |        |        |        |        |
|  | 6.1         | Lin Cheng-che        | 21          | 21          |             |  |  | 6.1           | Lin Cheng-che        | 20            | 16            |               |  |     |                    |            |            |            |            |  |  |        |        |        |        |        |
|  | 5.2         | Eli Keradi           | 7           | 10          |             |  |  | 3.1           | Chuang Liang-tu      | 22            | 21            |               |  |     |                    |            |            |            |            |  |  |        |        |        |        |        |
|  | 3.1         | Chuang Liang-tu      | 21          | 21          |             |  |  |               |                      |               |               |               |  | 3.1 | Chuang Liang-tu    | 21         | 21         |            |            |  |  |        |        |        |        |        |
|  | 4.2         | Dmitri Petuchow      | 4           | 9           |             |  |  |               |                      |               |               |               |  | 7.2 | Ahmad Abdul Rahman | 16         | 6          |            |            |  |  |        |        |        |        |        |
|  | 7.2         | Ahmad Abdul Rahman   | 21          | 21          |             |  |  | 7.2           | Ahmad Abdul Rahman   | 21            | 21            |               |  |     |                    |            |            |            |            |  |  |        |        |        |        |        |
|  |             | Freilos              |             |             |             |  |  | 2.1           | Peter Schnitzler     | 14            | 13            |               |  |     |                    |            |            |            |            |  |  |        |        |        |        |        |
|  | 2.1         | Peter Schnitzler     |             |             |             |  |  |               |                      |               |               |               |  |     |                    |            |            |            |            |  |  |        |        |        |        |        |

## Herreneinzel (BMSTU4)

### Gruppe 1
| Platz  | Spieler                            | Spiele | Siege | Unentschieden | Niederlagen | Spiele | Sätze | Punkte |
| ------ | ---------------------------------- | ------ | ----- | ------------- | ----------- | ------ | ----- | ------ |
| 1      | Zee Jeffrey Jamin                  | 2      | 2     | 0             | 0           | 2:0    | 84:34 | 2      |
| 2      | Michail Anatoljewitsch Tschiwiksin | 2      | 1     | 0             | 1           | 1:1    | 53:74 | 1      |
| 3      | Denzil Fernando                    | 2      | 0     | 0             | 2           | 0:2    | 55:84 | 0      |
| [ 39 ] |                                    |        |       |               |             |        |       |        |

| Datum            |                   | Gesamt |                                    | Erster Satz | Zweiter Satz | Dritter Satz |
| ---------------- | ----------------- | ------ | ---------------------------------- | ----------- | ------------ | ------------ |
| 30. Oktober 2007 | Denzil Fernando   | 0:2    | Michail Anatoljewitsch Tschiwiksin | 17:21       | 15:21        |              |
| 31. Oktober 2007 | Zee Jeffrey Jamin | 2:0    | Denzil Fernando                    | 21:12       | 21:11        |              |
| 31. Oktober 2007 | Zee Jeffrey Jamin | 2:0    | Michail Anatoljewitsch Tschiwiksin | 21:6        | 21:5         |              |

### Gruppe 2
| Platz  | Spieler            | Spiele | Siege | Unentschieden | Niederlagen | Spiele | Sätze   | Punkte |
| ------ | ------------------ | ------ | ----- | ------------- | ----------- | ------ | ------- | ------ |
| 1      | Satyam Janapareddy | 3      | 3     | 0             | 0           | 3:0    | 144:105 | 3      |
| 2      | Upul Bandana       | 3      | 2     | 0             | 1           | 2:1    | 138:114 | 2      |
| 3      | Yoshiaki Mori      | 3      | 1     | 0             | 2           | 1:2    | 116:110 | 1      |
| 4      | Montree Changsorn  | 3      | 0     | 0             | 3           | 0:3    | 116:110 | 0      |
| [ 40 ] |                    |        |       |               |             |        |         |        |

| Datum            |                    | Gesamt |                   | Erster Satz | Zweiter Satz | Dritter Satz |
| ---------------- | ------------------ | ------ | ----------------- | ----------- | ------------ | ------------ |
| 30. Oktober 2007 | Yoshiaki Mori      | 0:2    | Upul Bandana      | 19:21       | 19:21        |              |
| 30. Oktober 2007 | Satyam Janapareddy | 2:0    | Montree Changsorn | 21:6        | 21:9         |              |
| 31. Oktober 2007 | Satyam Janapareddy | 2:0    | Yoshiaki Mori     | 21:18       | 21:18        |              |
| 31. Oktober 2007 | Satyam Janapareddy | 2:1    | Upul Bandana      | 21:15       | 18:21        | 21:18        |
| 31. Oktober 2007 | Yoshiaki Mori      | 2:0    | Montree Changsorn | 21:9        | 21:17        |              |
| 31. Oktober 2007 | Upul Bandana       | 2:0    | Montree Changsorn | 21:10       | 21:6         |              |

### Gruppe 3
| Platz  | Spieler                 | Spiele | Siege | Unentschieden | Niederlagen | Spiele | Sätze   | Punkte |
| ------ | ----------------------- | ------ | ----- | ------------- | ----------- | ------ | ------- | ------ |
| 1      | Tetsuo Ura              | 3      | 3     | 0             | 0           | 3:0    | 126:140 | 3      |
| 2      | Lam Tak Kwan            | 3      | 2     | 0             | 1           | 2:1    | 101:87  | 2      |
| 3      | Thongchai Koanboonyasri | 3      | 1     | 0             | 2           | 1:2    | 92:106  | 1      |
| 4      | Samudrala Raghuram      | 3      | 0     | 0             | 3           | 0:3    | 40:126  | 0      |
| [ 41 ] |                         |        |       |               |             |        |         |        |

| Datum            |                         | Gesamt |                         | Erster Satz | Zweiter Satz | Dritter Satz |
| ---------------- | ----------------------- | ------ | ----------------------- | ----------- | ------------ | ------------ |
| 30. Oktober 2007 | Samudrala Raghuram      | 0:2    | Thongchai Koanboonyasri | 10:21       | 12:21        |              |
| 30. Oktober 2007 | Tetsuo Ura              | 2:0    | Lam Tak Kwan            | 21:9        | 21:8         |              |
| 31. Oktober 2007 | Tetsuo Ura              | 2:0    | Samudrala Raghuram      | 21:3        | 21:2         |              |
| 31. Oktober 2007 | Tetsuo Ura              | 2:0    | Thongchai Koanboonyasri | 21:7        | 18:1         |              |
| 31. Oktober 2007 | Samudrala Raghuram      | 0:2    | Lam Tak Kwan            | 6:21        | 7:21         |              |
| 31. Oktober 2007 | Thongchai Koanboonyasri | 0:2    | Lam Tak Kwan            | 14:21       | 18:21        |              |

### K.-o.-Phase
|  | Viertelfinale | Viertelfinale                      | Viertelfinale      | Viertelfinale | Viertelfinale |              |     | Halbfinale         | Halbfinale | Halbfinale | Halbfinale | Halbfinale |  |  | Finale | Finale | Finale | Finale | Finale |
|  |               |                                    |                    |               |               |              |     |                    |            |            |            |            |  |  |        |        |        |        |        |
|  | 1.1           | Zee Jeffrey Jamin                  |                    |               |               |              |     |                    |            |            |            |            |  |  |        |        |        |        |        |
|  |               | Freilos                            |                    |               |               |              |     |                    |            |            |            |            |  |  |        |        |        |        |        |
|  | 1.1           | Zee Jeffrey Jamin                  | 21                 | 21            |               |              |     |                    |            |            |            |            |  |  |        |        |        |        |        |
|  | 1.1           | Zee Jeffrey Jamin                  | 21                 | 21            |               |              |     |                    |            |            |            |            |  |  |        |        |        |        |        |
|  |               | 2.2                                | Upul Bandana       | 16            | 15            |              |     |                    |            |            |            |            |  |  |        |        |        |        |        |
|  | 3.2           | 2.2                                | Upul Bandana       | 16            | 15            | Lam Tak Kwan | 6   | 3                  |            |            |            |            |  |  |        |        |        |        |        |
|  | 3.2           |                                    |                    |               |               |              | 6   | 3                  |            |            |            |            |  |  |        |        |        |        |        |
|  | 2.2           | Upul Bandana                       | 21                 | 21            |               |              |     |                    |            |            |            |            |  |  |        |        |        |        |        |
|  |               |                                    |                    |               |               |              | 2.1 | Satyam Janapareddy | 10         | 15         |            |            |  |  |        |        |        |        |        |
|  |               | 3.1                                | Tetsuo Ura         | 21            | 21            |              |     |                    |            |            |            |            |  |  |        |        |        |        |        |
|  | 1.2           | Michail Anatoljewitsch Tschiwiksin | 8                  | 12            |               |              |     |                    |            |            |            |            |  |  |        |        |        |        |        |
|  | 3.1           | Tetsuo Ura                         | 21                 | 21            |               |              |     |                    |            |            |            |            |  |  |        |        |        |        |        |
|  | 3.1           | Tetsuo Ura                         | 21                 | 21            | 3.1           | Tetsuo Ura   | 21  | 21                 |            |            |            |            |  |  |        |        |        |        |        |
|  |               |                                    |                    |               |               | Tetsuo Ura   | 21  | 21                 |            |            |            |            |  |  |        |        |        |        |        |
|  |               | 2.1                                | Satyam Janapareddy | 10            | 9             |              |     |                    |            |            |            |            |  |  |        |        |        |        |        |
|  |               | 2.1                                | Satyam Janapareddy | 10            | 9             | Freilos      |     |                    |            |            |            |            |  |  |        |        |        |        |        |
|  |               |                                    |                    |               |               |              |     |                    |            |            |            |            |  |  |        |        |        |        |        |
|  | 2.1           | Satyam Janapareddy                 |                    |               |               |              |     |                    |            |            |            |            |  |  |        |        |        |        |        |

## Herreneinzel (BMSTU5)

### Gruppe 1
| Platz  | Spieler         | Spiele | Siege | Unentschieden | Niederlagen | Spiele | Sätze | Punkte |
| ------ | --------------- | ------ | ----- | ------------- | ----------- | ------ | ----- | ------ |
| 1      | Eyal Bachar     | 2      | 2     | 0             | 0           | 2:0    | 84:40 | 2      |
| 2      | Kim Su-hyun     | 2      | 1     | 0             | 1           | 1:1    | 64:64 | 1      |
| 3      | Félix Fernández | 2      | 0     | 0             | 2           | 0:2    | 42:84 | 0      |
| [ 43 ] |                 |        |       |               |             |        |       |        |

| Datum            |                 | Gesamt |                 | Erster Satz | Zweiter Satz | Dritter Satz |
| ---------------- | --------------- | ------ | --------------- | ----------- | ------------ | ------------ |
| 30. Oktober 2007 | Félix Fernández | 0:2    | Kim Su-hyun     | 12:21       | 10:21        |              |
| 31. Oktober 2007 | Eyal Bachar     | 2:0    | Félix Fernández | 21:12       | 21:8         |              |
| 31. Oktober 2007 | Eyal Bachar     | 2:0    | Kim Su-hyun     | 21:11       | 21:9         |              |

### Gruppe 2
| Platz  | Spieler          | Spiele | Siege | Unentschieden | Niederlagen | Spiele | Sätze | Punkte |
| ------ | ---------------- | ------ | ----- | ------------- | ----------- | ------ | ----- | ------ |
| 1      | Rakesh Pandey    | 2      | 2     | 0             | 0           | 2:0    | 84:58 | 2      |
| 2      | Frank Dietel     | 2      | 1     | 0             | 1           | 1:1    | 74:74 | 1      |
| 3      | Somsak Duangchai | 2      | 0     | 0             | 2           | 0:2    | 58:84 | 0      |
| [ 44 ] |                  |        |       |               |             |        |       |        |

| Datum            |               | Gesamt |                  | Erster Satz | Zweiter Satz | Dritter Satz |
| ---------------- | ------------- | ------ | ---------------- | ----------- | ------------ | ------------ |
| 30. Oktober 2007 | Rakesh Pandey | 2:0    | Somsak Duangchai | 21:14       | 21:12        |              |
| 31. Oktober 2007 | Frank Dietel  | 0:2    | Rakesh Pandey    | 18:21       | 14:21        |              |
| 31. Oktober 2007 | Frank Dietel  | 2:0    | Somsak Duangchai | 21:16       | 21:16        |              |

### Gruppe 3
| Platz  | Spieler                  | Spiele | Siege | Unentschieden | Niederlagen | Spiele | Sätze | Punkte |
| ------ | ------------------------ | ------ | ----- | ------------- | ----------- | ------ | ----- | ------ |
| 1      | Cheah Liek Hou           | 2      | 2     | 0             | 0           | 2:0    | 84:33 | 2      |
| 2      | Choi Su-man              | 2      | 1     | 0             | 1           | 1:1    | 64:59 | 1      |
| 3      | Ramasany Batri Narayanau | 2      | 0     | 0             | 2           | 0:2    | 28:84 | 0      |
| [ 45 ] |                          |        |       |               |             |        |       |        |

| Datum            |                          | Gesamt |                          | Erster Satz | Zweiter Satz | Dritter Satz |
| ---------------- | ------------------------ | ------ | ------------------------ | ----------- | ------------ | ------------ |
| 30. Oktober 2007 | Ramasany Batri Narayanau | 0:2    | Choi Su-man              | 8:21        | 8:21         |              |
| 31. Oktober 2007 | Cheah Liek Hou           | 2:0    | Ramasany Batri Narayanau | 21:5        | 21:6         |              |
| 31. Oktober 2007 | Cheah Liek Hou           | 2:0    | Choi Su-man              | 21:9        | 21:13        |              |

### Gruppe 4
| Platz  | Spieler        | Spiele | Siege | Unentschieden | Niederlagen | Spiele | Sätze  | Punkte |
| ------ | -------------- | ------ | ----- | ------------- | ----------- | ------ | ------ | ------ |
| 1      | Juan Bretones  | 2      | 2     | 0             | 0           | 2:0    | 84:28  | 2      |
| 2      | Antony Forster | 2      | 1     | 0             | 1           | 1:1    | 80:94  | 1      |
| 3      | Iszmi Ishak    | 2      | 0     | 0             | 2           | 0:2    | 60:102 | 0      |
| [ 46 ] |                |        |       |               |             |        |        |        |

| Datum            |                | Gesamt |               | Erster Satz | Zweiter Satz | Dritter Satz |
| ---------------- | -------------- | ------ | ------------- | ----------- | ------------ | ------------ |
| 30. Oktober 2007 | Juan Bretones  | 2:0    | Iszmi Ishak   | 21:5        | 21:3         |              |
| 31. Oktober 2007 | Antony Forster | 0:2    | Juan Bretones | 14:21       | 6:21         |              |
| 31. Oktober 2007 | Antony Forster | 2:1    | Iszmi Ishak   | 21:19       | 18:21        | 21:12        |

### Gruppe 5
| Platz  | Spieler       | Spiele | Siege | Unentschieden | Niederlagen | Spiele | Sätze | Punkte |
| ------ | ------------- | ------ | ----- | ------------- | ----------- | ------ | ----- | ------ |
| 1      | Wong Shu Yuen | 2      | 2     | 0             | 0           | 2:0    | 84:38 | 2      |
| 2      | Boonyang Supa | 2      | 1     | 0             | 1           | 1:1    | 72:92 | 1      |
| 3      | Lin Tien-jen  | 2      | 0     | 0             | 2           | 0:2    | 70:96 | 0      |
| [ 47 ] |               |        |       |               |             |        |       |        |

| Datum            |               | Gesamt |               | Erster Satz | Zweiter Satz | Dritter Satz |
| ---------------- | ------------- | ------ | ------------- | ----------- | ------------ | ------------ |
| 30. Oktober 2007 | Lin Tien-jen  | 1:2    | Boonyang Supa | 21:12       | 13:21        | 16:21        |
| 31. Oktober 2007 | Wong Shu Yuen | 2:0    | Lin Tien-jen  | 21:11       | 21:9         |              |
| 31. Oktober 2007 | Wong Shu Yuen | 2:0    | Boonyang Supa | 21:13       | 18:21        |              |

### Gruppe 6
| Platz  | Spieler                      | Spiele | Siege | Unentschieden | Niederlagen | Spiele | Sätze | Punkte |
| ------ | ---------------------------- | ------ | ----- | ------------- | ----------- | ------ | ----- | ------ |
| 1      | Ramil Olegowitsch Juldaschew | 2      | 2     | 0             | 0           | 2:0    | 84:39 | 2      |
| 2      | Lee Meng-yuan                | 2      | 1     | 0             | 1           | 1:1    | 45:49 | 1      |
| 3      | José Hernández               | 2      | 0     | 0             | 2           | 0:2    | 23:84 | 0      |
| [ 48 ] |                              |        |       |               |             |        |       |        |

| Datum            |                | Gesamt |                              | Erster Satz | Zweiter Satz | Dritter Satz |
| ---------------- | -------------- | ------ | ---------------------------- | ----------- | ------------ | ------------ |
| 30. Oktober 2007 | José Hernández | 0:2    | Ramil Olegowitsch Juldaschew | 13:21       | 3:21         |              |
| 31. Oktober 2007 | Lee Meng-yuan  | 2:0    | José Hernández               | 21:4        | 21:3         |              |
| 31. Oktober 2007 | Lee Meng-yuan  | 0:2    | Ramil Olegowitsch Juldaschew | 13:21       | 10:21        |              |

### Gruppe 7
| Platz  | Spieler                   | Spiele | Siege | Unentschieden | Niederlagen | Spiele | Sätze | Punkte |
| ------ | ------------------------- | ------ | ----- | ------------- | ----------- | ------ | ----- | ------ |
| 1      | Raj Kumar                 | 3      | 3     | 0             | 0           | 3:0    | 90:54 | 2      |
| 2      | Thiraviasamy Savarinathan | 3      | 2     | 0             | 1           | 2:1    | 86:59 | 2      |
| 3      | Yonathan Levy             | 3      | 1     | 0             | 2           | 1:2    | 62:97 | 1      |
| 4      | Jose Cremades             | 3      | 0     | 0             | 3           | 0:3    | 13:42 | 0      |
| [ 49 ] |                           |        |       |               |             |        |       |        |

| Datum            |                           | Gesamt   |                           | Erster Satz | Zweiter Satz | Dritter Satz |
| ---------------- | ------------------------- | -------- | ------------------------- | ----------- | ------------ | ------------ |
| 30. Oktober 2007 | Thiraviasamy Savarinathan | 0:2      | Raj Kumar                 | 20:22       | 24:26        |              |
| 30. Oktober 2007 | Yonathan Levy             | 2:0      | Jose Cremades             | 21:5        | 21:8         |              |
| 31. Oktober 2007 | Yonathan Levy             | 0:2      | Thiraviasamy Savarinathan | 6:21        | 4:21         |              |
| 31. Oktober 2007 | Thiraviasamy Savarinathan | Walkover | Jose Cremades             | –           | –            |              |
| 31. Oktober 2007 | Raj Kumar                 | Walkover | Jose Cremades             | –           | –            |              |

### K.-o.-Phase
|  | Achtelfinale | Achtelfinale                 | Achtelfinale | Achtelfinale | Achtelfinale |  |  | Viertelfinale | Viertelfinale             | Viertelfinale | Viertelfinale | Viertelfinale |  |     | Halbfinale     | Halbfinale | Halbfinale | Halbfinale | Halbfinale |  |  | Finale | Finale | Finale | Finale | Finale |
|  |              |                              |              |              |              |  |  |               |                           |               |               |               |  |     |                |            |            |            |            |  |  |        |        |        |        |        |
|  | 1.1          | Eyal Bachar                  |              |              |              |  |  |               |                           |               |               |               |  |     |                |            |            |            |            |  |  |        |        |        |        |        |
|  |              | Freilos                      |              |              |              |  |  | 1.1           | Eyal Bachar               | 21            | 11            | 11            |  |     |                |            |            |            |            |  |  |        |        |        |        |        |
|  | 7.1          | Raj Kumar                    | 21           | 21           |              |  |  | 7.1           | Raj Kumar                 | 17            | 21            | 21            |  |     |                |            |            |            |            |  |  |        |        |        |        |        |
|  | 3.2          | Choi Su-man                  | 8            | 8            |              |  |  |               |                           |               |               |               |  | 7.1 | Raj Kumar      | 21         | 14         | 13         |            |  |  |        |        |        |        |        |
|  | 4.1          | Juan Bretones                | 21           | 21           |              |  |  |               |                           |               |               |               |  | 4.1 | Juan Bretones  | 18         | 21         | 21         |            |  |  |        |        |        |        |        |
|  | 6.2          | Lee Meng-yuan                | 18           | 11           |              |  |  | 4.1           | Juan Bretones             | 21            | 21            |               |  |     |                |            |            |            |            |  |  |        |        |        |        |        |
|  | 5.1          | Wong Shu Yuen                | 15           | 12           |              |  |  | 2.2           | Frank Dietel              | 14            | 13            |               |  |     |                |            |            |            |            |  |  |        |        |        |        |        |
|  | 2.2          | Frank Dietel                 | 21           | 21           |              |  |  |               |                           |               |               |               |  | 4.1 | Juan Bretones  | 11         | 13         |            |            |  |  |        |        |        |        |        |
|  | 1.2          | Kim Su-hyun                  | 21           | 21           |              |  |  |               |                           |               |               |               |  | 3.1 | Cheah Liek Hou | 21         | 21         |            |            |  |  |        |        |        |        |        |
|  | 6.1          | Ramil Olegowitsch Juldaschew | 14           | 4            |              |  |  | 1.2           | Kim Su-hyun               | 13            | 6             |               |  |     |                |            |            |            |            |  |  |        |        |        |        |        |
|  | 5.2          | Boonyang Supa                | 9            | 8            |              |  |  | 3.1           | Cheah Liek Hou            | 21            | 21            |               |  |     |                |            |            |            |            |  |  |        |        |        |        |        |
|  | 3.1          | Cheah Liek Hou               | 21           | 21           |              |  |  |               |                           |               |               |               |  | 3.1 | Cheah Liek Hou | 21         | 21         |            |            |  |  |        |        |        |        |        |
|  | 4.2          | Antony Forster               | 8            | 10           |              |  |  |               |                           |               |               |               |  | 2.1 | Rakesh Pandey  | 14         | 7          |            |            |  |  |        |        |        |        |        |
|  | 7.2          | Thiraviasamy Savarinathan    | 21           | 21           |              |  |  | 7.2           | Thiraviasamy Savarinathan | 17            | 15            |               |  |     |                |            |            |            |            |  |  |        |        |        |        |        |
|  |              | Freilos                      |              |              |              |  |  | 2.1           | Rakesh Pandey             | 21            | 21            |               |  |     |                |            |            |            |            |  |  |        |        |        |        |        |
|  | 2.1          | Rakesh Pandey                |              |              |              |  |  |               |                           |               |               |               |  |     |                |            |            |            |            |  |  |        |        |        |        |        |